# 부안 월천리 석장승
부안 월천리 석장승(扶安 月川里 石長생)은 대한민국 전북특별자치도 부안군 보안면 월천리에 있는 석장승이다. 1995년 6월 20일 전라북도의 민속문화재 제30호로 지정되었다.

## 개요
월천리 마을의 한 민가 안에 서 있는 한쌍의 돌장승이다. 장승은 마을이나 사찰입구에 세워 잡귀나 액운의 출입을 막고 사찰내의 재산과 경계를 표시하는 민간 신앙물로, 마을의 수호신이 되기도 한다.
이 장승은 각각 환웅과 단군 두분을 상징하는 것으로, 단군상은 크기 182cm, 두상 55cm, 밑둘레 158cm이며 환웅상은 크기 172cm, 두상 56cm, 밑둘레 140cm이다. 단군상은 앞면 가슴에 ‘장검(長劍)’, 뒷면에는 ‘장백산(長白山)’이라 새기고, 환웅상은 앞면 가슴에 ‘환웅’, 뒷면에는 ‘구룡연(九龍淵)’이라 새겨 놓았다.
원래 월천리로부터 서북쪽으로 3km 떨어진 거북메의 개천가에 있었는데, 정태인씨 시아버지가 꿈을 꾼 후 현재의 자리(자신의 집)로 옮겨 세운 것이라 한다.
제작년도는 알 수 없으나, 단군과 환웅을 수호신으로 모시는 특이한 예로 민속학계의 관심의 대상이 되고 있다.

## 참고 자료
- 월천리석장승 - 국가유산청 국가유산포털